# Нова Дубњица
Нова Дубњица (слч. Nová Dubnica, мађ. Újtölgyes) град је у Словачкој, у оквиру Тренчинског краја, где је у саставу округа Илава.

## Географија
Нова Дубњица је смештена у западном делу државе. Главни град државе, Братислава, налази се 140 km југозападно од града.
Рељеф: Нова Дубњица се развила у долини реке Вах, позно западних обронака Татри. Надморска висина града је око 240 m.
Клима: Клима у Новој Дубњици је умерено континентална.
Воде: Кроз Нову Дубњицу протиче пар потока, који се уливају у реку Вах пар километара западније.

## Историја
Нова Дубњица је млад град, основан 1951. године. Међутим, људска насеља на овом простору датирају још из праисторије.
Крајем 1918. године подручје Нове Дубњице је постало део новоосноване Чехословачке. У време комунизма град је основан услед нагле индустријализације државе, па је дошло до масовне изградње стамбених блокова и наглог повећања становништва. После осамостаљења Словачке град је постао њено обласно средиште, али је дошло и до проблема везаних за преструктурирање привреде.

## Становништво
| Година:    | 1994.  | 2004.   | 2014.   | 2024.   |
| ---------- | ------ | ------- | ------- | ------- |
| Број људи: | 12 559 | 12 032  | 11 262  | 10 272  |
| Разлика:   |        | -4,19 % | -6,39 % | -8,79 % |

| Година:    | 2023.  | 2024.   |
| ---------- | ------ | ------- |
| Број људи: | 10 381 | 10 272  |
| Разлика:   |        | -1,04 % |

Данас Нова Дубњица има нешто мање од 11.000 становника и последњих година број становника опада.
Етнички састав: По попису из 2021. године састав је следећи:
- Словаци - 92,8%,
- Чеси - 0,9%%,
- остали.[6]

Верски састав: По попису из 2021. године састав је следећи:
- римокатолици - 54,4%,
- атеисти - 32,9%,
- лутерани - 2,4%%,
- остали.